# 高橋光臣
高橋 光臣（たかはし みつおみ、1982年3月10日 - ）は、日本の俳優である。
大阪府出身。啓光学園高等学校、東洋大学法学部法律学科卒業。スターダストプロモーション所属。妻は女優の宮下ともみ。

## 略歴
中学3年からラグビーを始め、啓光学園高校、東洋大学とラグビー部に所属していた。啓光学園ラグビー部の同学年にクボタスピアーズの渡海谷保、2学年下にサントリーサンゴリアスの佐々木隆道などがいる。
大学卒業後の進路について考え出したころに映画『ラスト サムライ』を観て俳優業に興味を持ち、俳優養成機関テアトルアカデミー直系の芸能事務所浅井プロダクション（現・ATプロダクション）に所属する。
2005年にテレビドラマ『WATER BOYS 2005夏』で俳優デビュー。工事現場や飲食店などでのアルバイトで生活費を稼ぎつつ、『それいけ!アンパンマンくらぶ』のお兄さんなどを経て、2006年に『轟轟戦隊ボウケンジャー』の明石暁/ボウケンレッド役でテレビドラマ初レギュラー・初主演した。2007年にはテレビドラマ『花ざかりの君たちへ〜イケメン♂パラダイス〜』にレギュラー出演して注目を集め、『笑っていいとも!』、『クイズ!ヘキサゴンII』、『わかってちょーだい!』など多くのバラエティ番組にも出演する。
2007年12月にATプロダクションから離籍。その後ウイングスジャパンへの移籍を経て、2008年10月1日に同事務所より独立したサイトウルームに所属。
2008年、土曜ナイトドラマ 『幻影〜ゲンヱイ〜』で初の単独主演を務める。2010年、NHK『龍馬伝』で大河ドラマ初出演。同年から2013年にかけて、『科捜研の女』シリーズに3シーズンにわたり刑事役でレギュラー出演。
2012年度前期のNHK連続テレビ小説『梅ちゃん先生』に出演。『花ざかりの君たちへ〜イケメン♂パラダイス〜』出演以来念願だったと語る堀北真希との共演を果たし、堀北演じるヒロインの恋人となる医学生・松岡敏夫役を演じた。後に「自分を取り巻く環境が一変した」「人生が動いた作品」と語るように一躍知名度を上げる。
『科捜研の女』撮影中より東映京都撮影所の剣会にて殺陣を学び、2014年からBS時代劇『神谷玄次郎捕物控』シリーズに主演。「5万回斬られた男」として知られる福本清三からも「若い主役が出てきて本当に喜んでいます」として賛辞を受ける。
2022年6月14日、14年間所属したサイトウルームからの独立を発表。同年10月1日からスターダストプロモーションに所属。

### 私生活
2008年、初舞台『ダブルブッキング!』で共演し2009年ごろより交際していた女優の宮下ともみと、2014年1月1日に婚姻届を提出し結婚。同日に双方の公式ブログにて入籍発表。2018年2月19日に第1子となる男児が誕生。2020年2月2日、第2子男児が誕生した。2024年12月9日には第3子男児誕生を手作りケーキで報告している。

## 人物
父親が不動産業を営み、高橋は当初大学卒業後に家業を継ぐ予定だったため大学在学中に宅地建物取引士の資格を取得している。
子供のころは『仮面ライダーBLACK』や『機動刑事ジバン』が好きだった。『ジバン』34話でジバンが破壊されるシーンを見て泣いたという。
子供のころから、うなぎ蒲焼が大好物である。
スポーツはラグビーの他に乗馬、剣道（二段）、バスケットボール、野球などの経験がある。また、2007年の『スポーツマンNo.1決定戦』出場選抜バスツアーにも参加している。当初は予選3位と脱落したが、欠場者が出たために繰り上がり出場。2007年3月30日に放送の『スポーツマンNo1決定戦』では総合2位となった。
親しい俳優は『ボウケンジャー』で共演し、食事に行く間柄である出合正幸、『花ざかりの君たちへ〜イケメン♂パラダイス〜』で共演した小栗旬など。
浅井プロダクションの先輩（年齢は高橋が4つ上）で移籍・独立を共にした内野謙太に対して、「天才子役と刷り込まれていたので、一挙手一投足を観察し何か盗んでやろうとしていた」「身近な教材として学ばせてもらっている」と語っている。高橋のファンイベントの司会を内野が担当したこともある。
ドラマ『DCU』では、事前に半年間日本各地の海に通ってダイビングの練習を積み、ライセンスを取得して撮影に臨んだ。

## エピソード

### ラグビーに打ち込んだ学生時代
中学時代はバンド「シャ乱Q」のファンで、サクソフォンを吹きたくて吹奏楽部に入部した。しかし中学2年生の頃にラグビー部が創設されると、高橋の運動神経の良さを知る顧問教諭から誘われたことで転部を決め、ラグビーを始めることになった。志望する高校を決める際、自身の名前と同じ“光”の字が入っていることから縁を感じた啓光学園を選んだ。
ポジションは高校まではバックスのスクラムハーフとセンター（CTB）、大学の途中からフォワードのフランカー。
高校時代のラグビー部の練習について「想像していた以上に、練習が死ぬほど苦しくて嫌で嫌で仕方なかった」とのこと。高校3年時に啓光学園は花園に出場、自身はリザーブとして予選には出場しているが、その後の怪我のため花園出場は果たしていない。大学には当初一般入試での受験を決意したが全敗に終わり、ラグビーでの推薦入試を受けて合格し、東洋大学への進学が決まった。
大学でもラグビー部に入部したが、当時を「高校時代に比べて打ち込めていなかった。中途半端なラガーマンだった」と述べている。その後「ラグビーでは一流になれない」と思ったこと、ラグビーの試合中の事故で後輩が亡くなったことが役者を目指すきっかけであった。自分の将来を考えていたころに映画『ラストサムライ』を観た所、渡辺謙の演技に鳥肌が立つほど感動したことから役者になることを決意した。

### 『ボウケンジャー』関連
『ボウケンジャー』の撮影当初は、演技経験が少なかったことから表情が強張ったり撮影でミスすることなどもあり、またチーフという役柄からメンバーを引っ張っていかなければならないということにプレッシャーを感じていたという。一方で、ラグビーの経験からメンバーの中で一番動けると自負し、爆発シーンや高所からのジャンプなどにも恐怖を感じることはなかったが、チーフの立ち位置では格闘シーンはそれほど多くなかった。
『ボウケンジャー』のカメラマンを務めた松村文雄とは後年でも交流が続いている。高橋は松村から「時代劇に向いている」と助言されていたことから、時代劇に出演する際は松村へ連絡しているという。
『ボウケンジャー』の終了後は思うように仕事が増えず、事務所社長から芝居に向かう姿勢や勉強不足を日々注意された。その後は『ボウケンジャー』で知り合ったジャパンアクションエンタープライズの人に相談し、建築現場など力仕事のアルバイトをしながら俳優業を続けた。その後先述の『梅ちゃん先生』のオーディションで大きなチャンスを掴み、演技が好評を得たことから出演依頼が増えるようになった。

## 出演

### テレビドラマ
- anego[アネゴ] 第3話（2005年5月4日、日本テレビ） - ラグビー部員 役
- WATER BOYS 2005夏（2005年8月19・20日、フジテレビ） - 赤嶺 役
- スーパー戦隊シリーズ（テレビ朝日）
  - 轟轟戦隊ボウケンジャー（2006年2月19日 - 2007年2月11日） - 明石暁 / ボウケンレッド 役
  - 海賊戦隊ゴーカイジャー 第21話（2011年7月17日） - 明石暁 役
- 花ざかりの君たちへ〜イケメン♂パラダイス〜（2007年7月3日 - 9月18日、フジテレビ） - 大国町光臣 役
  - 花ざかりの君たちへ〜イケメン♂パラダイス〜 卒業式&7と1/2話スペシャル（2008年10月12日）
- 天と地と（2008年1月6日、テレビ朝日） - 色部 役
- 交渉人〜THE NEGOTIATOR〜 第6話 - 最終回（2008年2月、テレビ朝日） - 浅川雅樹 役
- 水曜ミステリー9 神楽坂署生活安全課4「ご近所トラブル殺人事件」（2008年4月30日、テレビ東京）
- 土曜ナイトドラマ 幻影〜ゲンヱイ〜（2008年5月 - 7月、ABCテレビ） - 主演・木下元 役
- モンスターペアレント 第6話（2008年8月5日、フジテレビ） - 武藤春樹 役
- ひるドラ オーバー30（2009年1月6日 - 2月27日、CBCテレビ） - 山田耕治 役
- 日本史サスペンス劇場（2009年3月4日、日本テレビ） - 直江兼続 役
- アタシんちの男子（2009年4月 - 6月、フジテレビ） - 中尾 役
- 大河ドラマ（NHK）
  - 龍馬伝（2010年3月14日） - 山脇重吉 役
  - 西郷どん（2018年） - 有村俊斎（海江田信義） 役[36]
  - 光る君へ（2024年） - 藤原義懐 役[37]
- 科捜研の女（2010年 - 2013年、テレビ朝日） - 権藤克利 役
  - 科捜研の女スペシャル（2010年3月18日）
  - 科捜研の女 第10シリーズ（2010年7月 - 9月）
  - 科捜研の女スペシャル（2011年3月17日）
  - 科捜研の女 第11シリーズ（2011年10月 - 2012年3月）
  - 科捜研の女 第12シリーズ - 第5話（2013年1月 - 2月）
- サクラサク〜私は未来を、あきらめない〜（2010年3月26日、ABC） - 長谷川尚之 役
- 山村美紗サスペンス 狩矢父娘シリーズ11「京都・美人女優連続殺人事件」（2010年4月24日、テレビ朝日） - 鷹崎達也 役
- 水戸黄門（TBS/C.A.L）
  - 水戸黄門 第41部 第4話「湯の里守れ! 美人女将 -箱根-」（2010年5月3日） - 辰次 役
  - 水戸黄門 スペシャル（2015年6月29日） - 松平頼常 役
- おみやさん 第7シリーズ 第5話（2010年5月20日、テレビ朝日） - 坂本健一 役
- 仮面ライダーオーズ/OOO 第17・18話（2011年1月9日・16日、テレビ朝日） - 橋本勝 役
- 新選組血風録 第1話 - 第3話（2011年4月、NHK BSプレミアム） - 平山五郎 役
- 非公認戦隊アキバレンジャー 第3・11話（2012年4月21日・6月16日、BS朝日） - ボウケンレッドの声 役
- 連続テレビ小説 梅ちゃん先生 第31話 - 最終話（2012年5月 - 9月、NHK） - 松岡敏夫 役
  - 梅ちゃん先生〜結婚できない男と女スペシャル〜（2012年10月13日・20日、NHK BSプレミアム）
- ほんとにあった怖い話 夏の特別編2012「或る夏の出来事」（2012年8月18日、フジテレビ） - 芳村悠司 役
- ダブルフェイス - 堺俊彦 役
  - 潜入捜査編（2012年10月15日、TBS）
  - 偽装警察編（2012年10月27日、WOWOW）
- 土曜ドラマスペシャル 実験刑事トトリ（2012年11月 - 12月、NHK） - 安永哲平 役[38]
  - 土曜ドラマ 実験刑事トトリ2（2013年10月 - 11月）
- プレミアムドラマ ママになりたい…（2013年4月24日、NHK BSプレミアム） - 主演・ゆう 役（平愛梨とダブル主演）[39]
- 名もなき毒 第1話 - 第5話（2013年7月8日 - 8月5日、TBS） - 浜田利和 役
- ショムニ2013 第4話（2013年8月7日、フジテレビ） - 錦山博之 役
- 福井発地域ドラマ 恐竜せんせい（2013年9月4日、NHK BSプレミアム） - 玉邑大地 役
- 鬼平外伝 老盗流転（2013年9月8日、BSスカパー!） - 黒塚の駒吉（35年前） 役
- 新春ワイド時代劇 影武者 徳川家康（2014年1月2日、テレビ東京） - 甲斐の六郎 役
- 神谷玄次郎捕物控シリーズ（NHK BSプレミアム） - 主演・神谷玄次郎 役
  - 神谷玄次郎捕物控 （2014年4月4日 - 5月2日）
  - 神谷玄次郎捕物控2（2015年4月3日 - 5月22日）
- 刑事110キロ 第2シリーズ 第5話（2014年5月29日、テレビ朝日） - 田辺由紀也 役
- 極悪がんぼ 第10・11話（2014年6月16日・23日、フジテレビ） - 柘植口辰也 役
- 赤と黒のゲキジョー 鬼平犯科帳スペシャル 密告（2015年1月9日、フジテレビ） - 伏屋の紋蔵 役
- ドラマスペシャル 復讐法廷（2015年2月7日、テレビ朝日） - 原田龍一 役
- 警視庁捜査一課9係 season10 第10話（2015年7月1日、テレビ朝日） - 城壮輔 役
- エイジハラスメント 第2話（2015年7月16日、テレビ朝日） - 増田正則 役
- 下町ロケット 第6話 - 第10話（2015年11月22日 - 12月20日、TBS） - 中里淳 役[40]
- グッドパートナー 無敵の弁護士 第2・3話（2016年4月28日・5月5日、テレビ朝日） - 日向俊矢 役
- せいせいするほど、愛してる（2016年7月12日 - 9月20日、TBS） - 山下陽太 役[41]
- コールドケース 〜真実の扉〜 第5話（2016年11月19日、WOWOW） - 小暮充 役
- キャリア〜掟破りの警察署長〜 第8・9話（2016年11月27日・12月4日、フジテレビ） - 春日亮平 役
- 創作テレビドラマ大賞「あなたにドロップキックを」（2017年3月17日、NHK） - 小林健二 役[42]
- 4号警備 第4話（2017年4月29日、NHK） - 甲本富雄 役
- 小さな巨人 第3話 - 第10話（2017年4月30日 - 6月18日、TBS） - 松岡航平 役
- 犯罪症候群 Season1 第6話 - 第8話（2017年5月13日 - 5月27日、東海テレビ） - 高梨道典 役
- サヨナラ、えなりくん 第8話（2017年6月19日、テレビ朝日） - 増田 役
- 堂場瞬一サスペンス 検証捜査（2017年7月5日、テレビ東京） - 新島剛（山田） 役
- 警視庁ゼロ係〜生活安全課なんでも相談室〜 SECOND SEASON 第5話 - 第8話（2017年8月25日 - 9月15日、テレビ東京） - 三谷誠 役
- ブラックリベンジ（2017年10月5日 - 12月8日、読売テレビ） - 寺田圭吾 役[43]
- 池波正太郎時代劇 光と影 第2話「武家の恥」（2017年10月10日、BSジャパン） - 主演・森万之助 役[44]
- コウノドリ 第2シリーズ 第9話（2017年12月8日、TBS） - 篠原修一 役
- くノ一忍法帖 蛍火（2018年4月3日 - 9月11日、BSジャパン） - 吹矢城助 役[45]
- 噂の女 第3話（2018年4月28日、BSジャパン） - 秋山大輔 役
- 直撃!シンソウ坂上 再現ドラマ「あさま山荘事件」（2018年6月7日、フジテレビ） - 白田弘行 役
- 遺留捜査 第5シリーズ 第3話（2018年7月26日、テレビ朝日） - 戸川次郎 役
- 不惑のスクラム（2018年9月1日 - 10月13日、NHK） - 二階堂謙信 役[46]
- 大岡越前（NHK BSプレミアム） - 伊生正武 役
  - 大岡越前スペシャル 〜親子をつなぐ名裁き〜（2019年1月4日）[47]
  - 大岡越前5（2020年1月10日 - 2月21日）[48]
  - 大岡越前スペシャル 〜初春に散る影法師〜（2021年1月1日）[49]
  - 大岡越前6（2022年5月13日 - 7月1日）
  - 大岡越前スペシャル〜大波乱!宿命の白洲〜（2023年12月29日）[50]
  - 大岡越前7（2024年6月23日 - 8月11日）[51]
  - 大岡越前8（2025年6月8日 - ）[52]
- 刑事ゼロ 第1・9・10話（2019年1月10日・3月7日・3月14日、テレビ朝日） - 能見冬馬 役
- KTS鹿児島テレビ開局50周年記念ドラマ「前田正名 -龍馬が託した男-」（2019年2月5日、鹿児島テレビ） - 坂本龍馬 役[53]
- ノーサイド・ゲーム（2019年7月7日 - 9月15日、TBS） - 岸和田徹 役[54]
- 剣客商売 婚礼の夜（2020年3月13日、フジテレビ） - 秋山大治郎 役[55]
- BS-TBS開局20周年記念ドラマ「伴走者」（2020年3月15日、BS-TBS） - 大滝淳也 役[56]
- アンサング・シンデレラ 病院薬剤師の処方箋 第9話（2020年9月10日、フジテレビ） - 栗原謙介 役
- 今野敏サスペンス 呪縛 警視庁強行犯係・樋口顕（2020年10月19日、テレビ東京） - 仲村秋生 役
- リコカツ（2021年4月16日 - 6月18日、TBS） - 青山貴也 役[57]
- 和田家の男たち 第3・4・7・8話（2021年11月5日・12日・12月3日・10日、テレビ朝日） - 清宮恭介 役
- らせんの迷宮〜DNA科学捜査〜 第6話 - 最終話（2021年11月19日 - 26日、テレビ東京） - 槇村明良 役
- DCU〜手錠を持ったダイバー〜（2022年1月16日 - 3月20日、TBS） - 西野斗真 役[58]
- クロサギ 第1話（2022年10月21日、TBS） - 春日公義 役[59]
- Get Ready! 第5話（2023年2月5日、TBS） - 佐々木健二 役[60]
- 隣の男はよく食べる 第3話 - 最終話（2023年4月27日 - 6月29日、テレビ東京） - 篠原一義 役[61]
- グランマの憂鬱 最終話（2023年5月27日、東海テレビ・フジテレビ） - 百目鬼トオル 役
- 合理的にあり得ない〜探偵・上水流涼子の解明〜 第9話（2023年6月12日、関西テレビ・フジテレビ） - 安生健吾 役[62]
- シッコウ!!〜犬と私と執行官〜 第3話（2023年7月18日、テレビ朝日） - 矢上遼一 役[63]
- 湊かなえ「落日」（2023年9月10日 - 10月1日、WOWOW） - 神池正隆 役[64]
- 転職の魔王様 第10話（2023年9月18日、関西テレビ・フジテレビ） - 矢吹健一 役[65]
- フェルマーの料理（2023年10月20日 - 12月22日、TBS） - 淡島優作 役[66]
- グレイトギフト 第4・5話（2024年2月8日・15日、テレビ朝日） - 君島学 役
- 君が獣になる前に 第1話 - 第10話（2024年4月6日 - 6月8日、テレビ東京） - 大久保玄奘 役[67]
- 青島くんはいじわる 第6話 - 第8話（2024年8月24日 - 9月7日、テレビ朝日） - 藤原将也 役[68]
- 初めましてこんにちは、離婚してください（2024年11月8日 - 12月27日、毎日放送） - 設楽桐史郎 役[69]
- 相棒 season23 元日スペシャル「最後の一日」（2025年1月1日、テレビ朝日） - 武部友和 役[70]
- 家政婦クロミは腐った家族を許さない（2025年1月11日 - 3月29日、テレビ東京） - 灰原蒼太 役[71]
- 夫よ、死んでくれないか（2025年4月7日 - 6月23日、テレビ東京） - 加賀美弘毅 役[72]
- あなたを奪ったその日から（2025年4月21日 - 6月30日、関西テレビ・フジテレビ） - 皆川景吾 役[73]
- I, KILL（2025年5月18日 - 6月22日、WOWOW） - 兵頭 役[74]
- リベンジ・スパイ（2025年7月5日 - 、テレビ朝日） - 桜小路章 役[75]

### テレビ番組
- それいけ!アンパンマンくらぶ（2005年、BS日テレ）
- サスケマニア（2007年1月 - 4月、TBS）
- テレビでドイツ語（2013年4月 - 9月、NHK Eテレ） - ナビゲーター
- キャスト（2013年10月 - 2016年3月、ABCテレビ） - 月曜レギュラー（不定期）
- 鉄道紀行 ニッポンぶらり鉄道旅（NHK BSプレミアム） - 旅人
  - 第6回 高松琴平電気鉄道琴平線 (2014年5月15日)
  - 第19回 JR東日本中央本線 (2014年10月9日)
  - 第26回 えちぜん鉄道三国芦原線・勝山永平寺線 (2015年1月8日)

### 配信
- メンズ・ドーガvol.3 高橋光臣（2007年、ドーガ堂）
- アニカレ（2008年、シネマドゥ）
- 列島制覇 -非道のうさぎ-（2021年4月 - 7月、U-NEXT先行配信） - 右京啓介 役[76]

### 映画
- スーパー戦隊シリーズ（東映）
  - 轟轟戦隊ボウケンジャー THE MOVIE 最強のプレシャス（2006年） - 明石暁 / ボウケンレッド 役
  - ゴーカイジャー ゴセイジャー スーパー戦隊199ヒーロー大決戦（2011年） - 明石暁 役
- シュアリー・サムデイ（2010年、松竹） - 須賀 役
- 真田十勇士（2016年、松竹・日活） - 筧十蔵 役
- 累 -かさね-（2018年、東宝） - トリゴーリン 役
- ブレイブ -群青戦記-（2021年、東宝） - 本多正信 役[77]
- キングダムシリーズ（東宝 / ソニー・ピクチャーズ エンタテインメント） - 干央 役
  - キングダム 運命の炎（2023年）[78]
  - キングダム 大将軍の帰還（2024年）[79]

#### 短編映画
- Short Trial Project 2023『担任の高野先生』（2023年） - 主演・高野先生 役[80]

### オリジナルビデオ
- スーパー戦隊シリーズ（東映）
  - 轟轟戦隊ボウケンジャーVSスーパー戦隊（2007年） - 明石暁 / ボウケンレッド 役
  - 獣拳戦隊ゲキレンジャーVSボウケンジャー（2008年） - 明石暁 / ボウケンレッド 役
- 超忍者隊イナズマ!!SPARK（2007年、東映） - ハヤテ 役

### 舞台
- ダブルブッキング（2008年7月） - 武田陽介 役
- うばクラ（2009年1月） - 本丸惣太 役
- 朗読劇 田辺聖子の世界（2009年3月）
- 川中美幸特別公演・幸せの行方〜お鳥見女房〜（2009年10月）
- 朗読劇 モスリラ（2011年1月）
- しゃばけ（2013年4月 - 5月） - 松之助 役
- 真田十勇士（2014年1月 - 2月） - 筧十蔵 役
  - 真田十勇士（2016年9月 - 10月） - 筧十蔵 役
- 朗読劇 私の頭の中の消しゴム 6th letter（2014年5月 - 6月） - 浩介 役
- TAKUMA FESTIVAL JAPAN「夕-ゆう-」（2014年7月 - 9月） - 相川雅弥 役
- 彩の国シェイクスピア・シリーズ「ヴェローナの二紳士」（2015年10月 - 11月） - ヴァレンタイン 役
- 光より前に〜夜明けの走者たち〜（2018年11月 - 12月） - 高橋進 役
- 暗くなるまで待って（2019年1月 - 2月） - マイク 役
- PSYCHO-PASS サイコパス Virtue and Vice（2019年4月 - 5月） - 三島慎吾 役
- こまつ座 第131回公演「きらめく星座」（2020年3月） - 小笠原正一 役[81]
- 演劇集団Z-Lion 第13回公演「笑ってもいい家」（2023年7月） - 松田拓真 役

### ラジオドラマ
- FMシアター 一太が教えてくれたこと（2009年2月7日、NHK-FM） - 大槻英二 役
- 青春アドベンチャー（NHK-FM）
  - ふたつの剣（2009年3月16日 - 27日） - 野間恒 役
  - ちいさなちいさな王様（2017年1月9日 - 1月13日） - 僕 役
  - 王妃の帰還（2018年4月2日 - 13日） - 星崎卓巳（ホッシー） 役

### ラジオ番組
- Alfa Romeo presents「Musica sulla Strada」（2025年3月1日 - 、TOKYO FM） - パーソナリティ[82]

### CM
- バンダイ「ボウケンジャー変身シリーズ」
- 仙台銀行
- ライオン「クリニカ」
- みずほ銀行
- ワコール「ウイング」
- チバビジョン
- 日産「新型日産リーフ 満タン300円篇」（2012年）
- 明治安田生命「ベストスタイル 医療費リンクサポート篇」（2014年）
- 救心製薬「救心錠剤」（2016年 - ）
  - 『責任世代篇』（2016年 - 2017年）
  - 『エスカレーター篇』（2017年 - 2018年）
  - 『扉篇』（2018年 - 2022年）
  - 『ニューノーマル篇』（2022年 - ）
  - ラジオCM
    - 『ドキドキした経験篇』（2016年 - 2022年）
    - 『責任世代へのメッセージ篇』（2016年 - 2022年）
    - 『ニューノーマル篇』（2022年 - ）
- 伊藤園「ごくごく飲める 毎日1杯の青汁」
  - 『ごくごくいける！篇』（2020年 - 2021年）[83]
- リクルートホールディングス「リクルートダイレクトスカウト」
  - 『カウントダウン篇 期待を超えたver』（2022年 - 2023年）[84]

## 作品

### CD
| 発売日         | 楽曲タイトル     | アーティスト名義                   | 収録アルバム                 | 最高 順位 |
| -------------- | ---------------- | ---------------------------------- | ---------------------------- | --------- |
| 2006年12月27日 | 最高のプレシャス | 明石暁／ボウケンレッド（高橋光臣） | 轟轟戦隊ボウケンジャー全曲集 | -位       |

### DVD
- 素顔の光臣（2006年11月3日、浅井プロダクション）